# Chevrolet Corsica
Chevrolet Corsica — компактный автомобиль, выпускавшийся подразделением Chevrolet компании General Motors с 1987 по 1996 год. Название Corsica автомобиль получил в честь острова Корсика.

## История

### 1987—1989
Corsica впервые был представлен в 1987 году. После Ford Escort, это был самый продаваемый автомобиль в Америке в 1988 году.
Большинство деталей было позаимствовано у Chevrolet Cavalier, однако модель выпущена на платформе L-body. Chevrolet Corsica оснащался четырёх- либо шестицилиндровыми двигателями объёмом 2,0—2,8 л. У базовых моделей дверные ручки серебристого цвета, а у комплектаций LT/LTZ — чёрного цвета.

Некоторые ранние модели имели рычаг переключения передач с ручным тормозом между передними сиденьями. В 1989 году были представлены пятидверный хетчбэк и комплектация LTZ Performance.

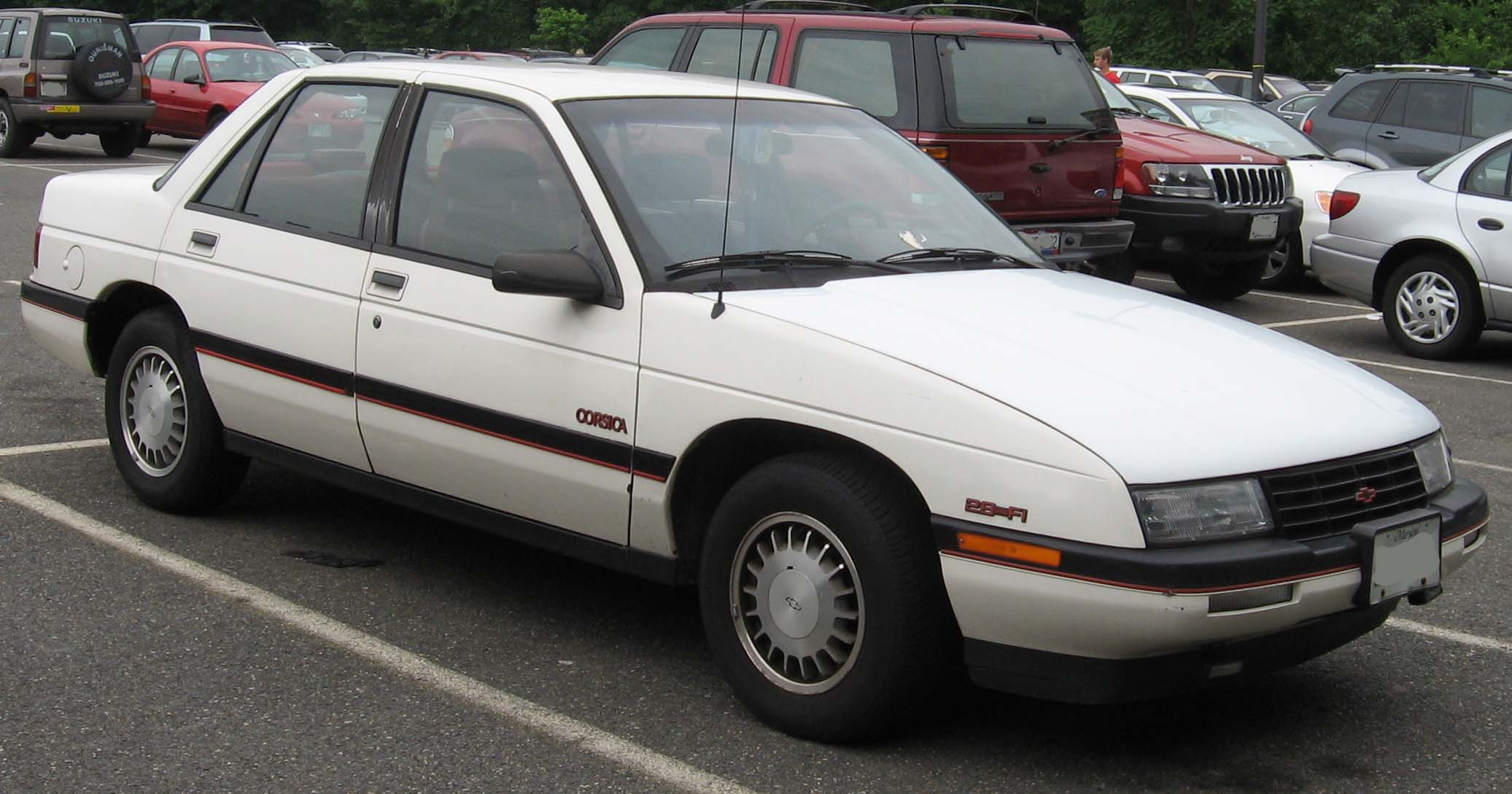
1987—1989 Chevrolet Corsica LT

### 1990
В 1990 году базовая модель была снята с производства. На комплектации LT/LTZ стали устанавливаться двигатели объёмом 2,2—3,1 л, каждый из которых сочетался в паре с трёхступенчатой автоматической трансмиссией. В интерьер были внесены незначительные изменения.

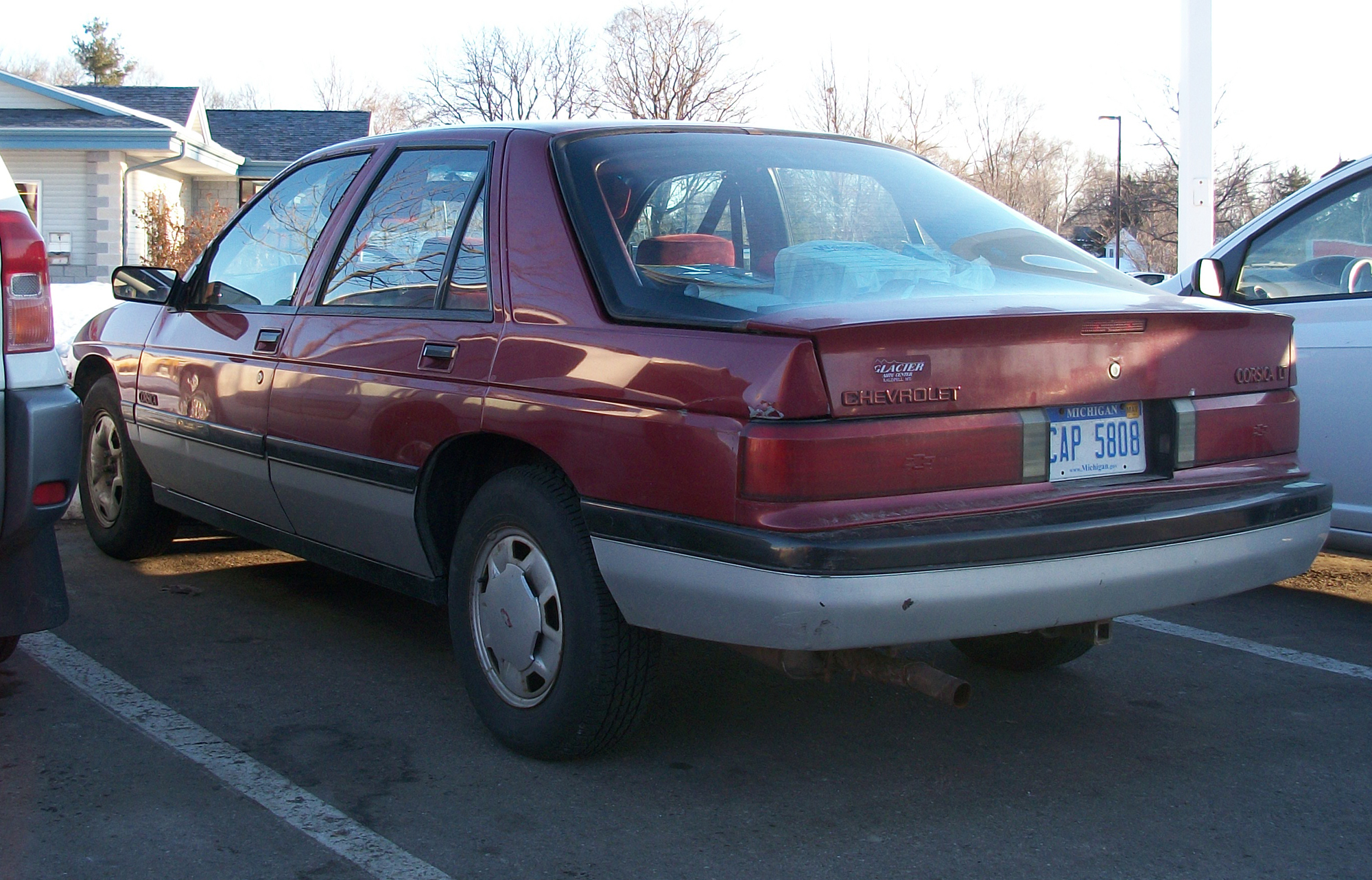
1989—1991 Chevrolet Corsica

### 1991
В 1991 году интерьер Chevrolet Corsica был доработан. Со стороны водителя были добавлены подушка безопасности и подстаканники. Ремни безопасности впереди были перенесены с дверей на передние стойки. Гладкие задние фонари уступили место ребристым. Пятидверный хетчбэк был снят с производства.

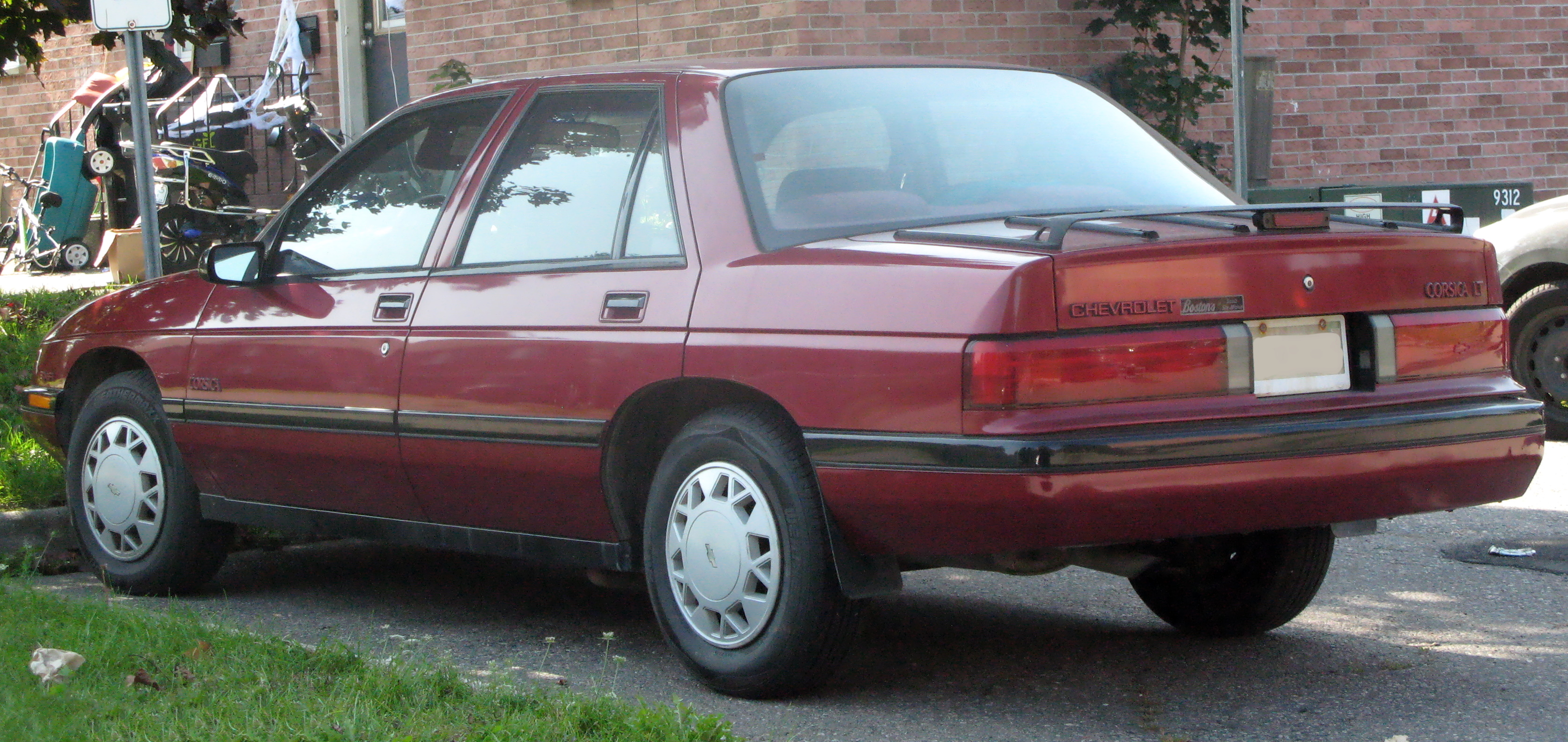
1991 Corsica LT

### 1992
Единственной комплектацией была LT. Четырёхцилиндровый двигатель сочетался в паре с механической трансмиссией, а шестицилиндровый — с автоматической. В то же время в 2,2-литровый двигатель была добавлена система посредственного впрыска топлива (SFI).

### 1993
На автомобили с АКПП были добавлены блокировка переключения передач, которая требовала нажатия на педаль тормоза, и индикатор низкого уровня моторного масла. Автомобили, оснащённые 3,1-литровым шестицилиндровым двигателем, лишились шильдика «3.1L Multi-Port V6».

### 1994
Мощность 2,2-литрового двигателя была увеличена до 120 л. с., а 3,1-литрового — до 160 л. с. с добавлением системы OBD-1.5. В систему кондиционирования был добавлен тетрафторэтан (вместо дифтордихлорметана). 3-ступенчатая автоматическая трансмиссия была заменена 4-ступенчатой. В Америке механическая трансмиссия была отменена из-за отсутствия потребительского спроса.

### 1995
В 1995 году Chevrolet Corsica стал первым американским автомобилем с дневными ходовыми огнями в качестве стандартной опции. Был представлен новый логотип Corsica наряду с другими незначительными косметическими изменениями экстерьера: зеркала заднего вида стали окрашиваться в цвета кузовов. Также изменения коснулись боковых молдингов и радиаторной решётки. Задняя подвеска, равно как и у Chevrolet Cavalier, была переработана. Двигатели стали оснащаться антифризами. Для увеличения срока службы и улучшения управляемости размеры шин стали составлять 195/70R14.

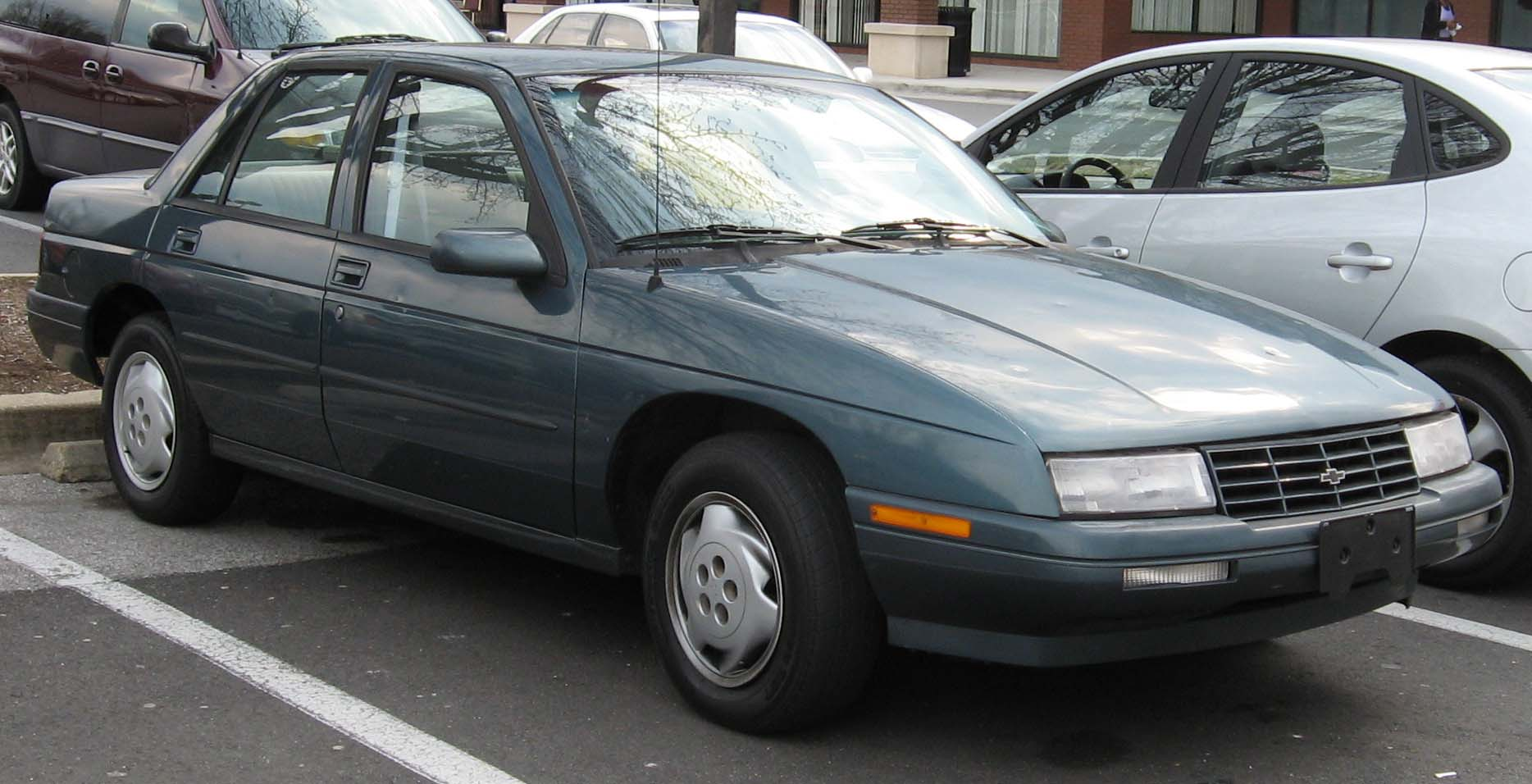
1995—1996 Chevrolet Corsica

### 1996
Chevrolet Corsica был полностью переведён на OBD-II. В июне 1996 года Corsica был снят с производства из-за введения стандартов безопасности, требующих полной модернизации автомобилей, и конкуренции со стороны Chevrolet Cavalier. В 1997 году на смену Corsica пришёл Malibu.

## Продажи
|       | Седан     | 5-дверный хетчбэк | Всего     |
| ----- | --------- | ----------------- | --------- |
| 1987  | 8,973     | —                 | 8,973     |
| 1988  | 291,163   | —                 | 291,163   |
| 1989  | 204,589   | 26,578            | 231,167   |
| 1990  | 181,520   | 13,001            | 194,521   |
| 1991  | 187,981   | 2,525             | 191,714   |
| 1992  | 144,833   | —                 | 145,710   |
| 1993  | 148,232   | —                 | 148,232   |
| 1994  | 143,296   | —                 | 143,296   |
| 1995  | 142,073   | —                 | 142,073   |
| 1996  | 148,652   | —                 | 148,652   |
| Всего | 1,601,312 | 42,104            | 1,643,416 |

## Двигатели
| Тип             | Годы производства | Мощность            | Крутящий момент |
| --------------- | ----------------- | ------------------- | --------------- |
| 2.0L OHV I4     | 1987—1989         | 67 кВт (90 л. с.)   | 148 Н⋅м         |
| 2.8L LB6 OHV V6 | 1987—1989         | 97 кВт (130 л. с.)  | 230 Н⋅м         |
| 2.2L OHV I4     | 1990—1991         | 71 кВт (95 л. с.)   | 163 Н⋅м         |
| 2.2L OHV I4     | 1992—1993         | 82 кВт (110 л. с.)  | 176 Н⋅м         |
| 2.2L OHV I4     | 1994—1996         | 89 кВт (120 л. с.)  | 190 Н⋅м         |
| 3.1L Gen II     | 1990—1993         | 100 кВт (140 л. с.) | 244 Н⋅м         |
| 3.1L Gen III    | 1994—1996         | 120 кВт (160 л. с.) | 251 Н⋅м         |